# Xatrac frontblanc
El xatrac frontblanc (Sterna striata) és una espècie d'ocell de la família dels làrids (Laridae) que habita costes i badies de Nova Zelanda, Tasmània i les illes Furneaux, Chatham i Auckland.